# Onychopygia
Onychopygia is een geslacht van rechtvleugeligen uit de familie sabelsprinkhanen (Tettigoniidae). De wetenschappelijke naam van dit geslacht is voor het eerst geldig gepubliceerd in 1962 door Max Beier.

## Soorten
Het geslacht Onychopygia  omvat de volgende soorten:
- Onychopygia panamensis (Beier, 1962)[1]
- Onychopygia brachyptera Cadena-Castañeda & Monzón-Sierra, 2014